# San Martín de los Andes
San Martín de los Andes är en stad i  Neuquénprovinsen i sydvästra Argentina.

## Sport och fritid
I trakterna ligger vintersportorten Chapelco, som bland annat arrangerat  världscupdeltävlingar i snowboard. 

## Vänorter
- Rocca di Cambio, Italien[2]
- Steamboat Springs, Colorado, USA[3]

### Fotnoter
1. ↑  ”Kalender Chapelco - Snowboard”. Eurosport. 13 september 2008. Arkiverad från originalet den 23 februari 2014. https://web.archive.org/web/20140223041659/http://www.eurosport.se/snowboard/chapelco/2008-2009/calendar-result_gnd2.shtml. Läst 18 februari 2014.
2. ↑  ”San Martín y Rocca di Cambio, hermanadas”. Arkiverad från originalet den 21 januari 2013. https://web.archive.org/web/20130121040100/http://lavozdelosandes.com.ar/notas/3714-San-Mart%C3%ADn-y-Rocca-di-Cambio%2C-hermanadas-. Läst 30 september 2012.
3. ↑  ”Sister City Directory”. Arkiverad från originalet den 22 februari 2014. https://web.archive.org/web/20140222013401/http://www.sister-cities.org/interactive-map/Steamboat%20Springs,%20Colorado. Läst 24 november 2011.